# Les parents trinquent
 (février 2023).
Si vous disposez d'ouvrages ou d'articles de référence ou si vous connaissez des sites web de qualité traitant du thème abordé ici, merci de compléter l'article en donnant les références utiles à sa vérifiabilité et en les liant à la section « Notes et références ».
Les parents trinquent (France) ou Outrage aux parents (Québec) (The Parent Rap) est le 2e épisode de la saison 13 de la série télévisée d'animation Les Simpson.

## Synopsis
Alors Homer emmène Bart et Milhouse à l'école, il s'arrête et les dépose en chemin, pour pouvoir participer à un jeu radiophonique. Les deux amis décident de faire l'école buissonnière et montent dans la voiture de police du chef Wiggum. Celle-ci démarre accidentellement et s'écrase contre un arbre. Au tribunal, face au juge Snyder, Milhouse est acquitté mais lorsque le tour de Bart arrive, le juge part en vacances et est remplacé par Me Harm, plus sévère que son prédécesseur. Elle condamne Homer et Bart à être attachés ensemble jusqu'à nouvel ordre